# Tape chaudron
La fête du tape chaudron est une tradition populaire du Châtillonnais (Bourgogne) qui se déroule chaque année le troisième samedi de mars.

## Origines
La tradition remonterait au Ve siècle. Au Moyen Âge et ensuite les villageois parcouraient les rues de la cité de Châtillon-sur-Seine vêtus en chienlit : longue chemise et bonnet de nuit. Le vacarme qu'ils faisaient en frappant les chaudrons était censé chasser l'hiver et faire venir le printemps.

## La fête actuelle
Cette pratique était tombée en désuétude quand Germaine Collard, une habitante, la remet en vigueur ; pendant quelques années les défilés de "chienlits" reprennent en ville. Sous le mandat municipal de Hubert Brigand, la fête s'enrichit d'un défilé de chars accompagné des habitants tapant sur des chaudrons. Parti du cours l'Abbé, le cortège fait le tour de la ville pour revenir à son point de départ où le bonhomme Carnaval est brûlé.
La journée de promotion du Crémant de Bourgogne est alors liée à la fête. Après le brûlage du bonhomme, un ticket donne droit à un verre et trois dégustations sur les stands des vignerons-producteurs du Châtillonnais installés sur le cours l'Abbé. Le 17 mars 2012, le ministre de la Fonction publique François Sauvadet, conseiller général et député de la circonscription, inaugure la manifestation et l'année suivante Châtillon l'avance fin janvier pour y accueillir la Saint-Vincent tournante.